# Fontaine-lès-Dijon
Fontaine-lès-Dijon je severno predmestje Dijona in občina v francoskem departmaju Côte-d'Or regije Burgundije. Leta 2007 je naselje imelo 9.202 prebivalca.

## Geografija
Kraj leži v pokrajini Burgundiji 3 km severozahodno od središča Dijona.

## Uprava
Fontaine-lès-Dijon je sedež istoimenskega kantona, v katerega so poleg njegove vključene še občine Ahuy, Asnières-lès-Dijon, Bellefond, Daix, Darois, Étaules, Hauteville-lès-Dijon, Messigny-et-Vantoux, Norges-la-Ville, Plombières-lès-Dijon, Savigny-le-Sec in Talant z 32.412 prebivalci.
Kanton Fontaine-lès-Dijon je sestavni del okrožja Dijon.

## Zanimivosti
- Château de Fontaine-lès-Dijon, rojstni kraj sv. Bernarda iz Clairvauxa,
- cerkev sv. Bernarda iz 14. do 16. stoletja.

## Osebnosti
- sveti Bernard iz Clairvauxa, menih - utemeljitelj cistercijanov (° 1090 - † 1153)

## Pobratena mesta
- Kirn (Porenje - Pfalška, Nemčija);